# День хлопчика
День хлопчика — вперше відзначили 19 листопада 1999 року в країні Тринідад і Тобаго. У Польщі свято відзначається 30 вересня. Воно дещо менш популярне, ніж День чоловіків, який також припадає на Міжнародний та Всесвітній дні чоловіків.

## День хлопчика в усьому світі
Список країн, де відзначають День хлопчика, невеликий, і дати в окремих країнах різні:
- 7 лютого — Мальта
- 5 квітня — Велика Британія, Ірландія
- 5 травня — в Японії (свято Танго-но Секку), відзначається з 6 століття нашої ери, після Другої світової війни перейменований у День захисту дітей.[2]
- 15 липня — Бразилія
- 7 жовтня — Норвегія
- 19 листопада — Індія, Мексика
- 25 листопада — Канада